# Нёвиль-сюр-Уаз
Нёви́ль-сюр-Уа́з (фр. Neuville-sur-Oise) — муниципалитет во Франции, в регионе Иль-де-Франс, департамент Валь-д'Уаз. Население — 1 433 человека (1999).
Муниципалитет расположен на расстоянии около 28 км северо-западнее Парижа, 3 км на південь від Сержи.

## Демография
Динамика населения (Cassini и INSEE):